# 橘村 (茨城県)
橘村（たちばなむら）は、茨城県東茨城郡にかつて存在した村である。

## 地理
旧小川町、現在の小美玉市の南東部に位置している。

## 歴史
村名はかつて存在した立花郷（橘郷）に由来する。

### 村域の変遷
- 1889年（明治22年）4月1日 - 町村制施行に伴い、与沢村・山野村・幡谷村・川戸村・外之内村・倉数村が合併し東茨城郡橘村が発足。
- 1954年（昭和29年）12月10日 - 白河村・小川町と合併し、改めて小川町が発足。同日橘村廃止。

変遷表
| 1868年 以前 | 1868年 以前 | 明治22年 4月1日 | 昭和29年 12月10日 | 平成18年 3月27日 | 現在     |
| ----------- | ----------- | --------------- | ----------------- | ---------------- | -------- |
|             | 与沢村      | 橘村            | 小川町            | 小美玉市         | 小美玉市 |
|             | 山野村      | 橘村            | 小川町            | 小美玉市         | 小美玉市 |
|             | 幡谷村      | 橘村            | 小川町            | 小美玉市         | 小美玉市 |
|             | 川戸村      | 橘村            | 小川町            | 小美玉市         | 小美玉市 |
|             | 外之内村    | 橘村            | 小川町            | 小美玉市         | 小美玉市 |
|             | 倉数村      | 橘村            | 小川町            | 小美玉市         | 小美玉市 |

## 大字
- 与沢（よざわ）
- 山野（やまの）
- 幡谷（はたや）
- 川戸（かわど）
- 外之内（とのうち）
- 倉数（くらかず）

## 人口・世帯

### 人口
総数 [単位： 人]
| 1891年（明治24年） | 2,436 |
| 1920年（大正 9年） | 3,219 |
| 1935年（昭和10年） | 3,414 |
| 1950年（昭和25年） | 4,973 |

### 世帯
総数 [単位： 世帯]
| 1920年（大正 9年） | 704 |
| 1935年（昭和10年） | 657 |
| 1950年（昭和25年） | 920 |